# 豆豆迷宫
《豆豆迷宫》是一款由Irem公司于1985年制作和发行的益智类游戏。本游戏在街机、MSX和FC游戏机等平台发行。
玩家控制着一个箭头，目的是将小球从上面窗口打开，掉落到下面分值较高的出口。有时会碰到一个螃蟹，它会抓住小球。